# Julián Arbulo
Julián Arbulo Alberdi (n. Vitoria 18 de febrero de 1848, f. Vitoria, 9 de julio de 1901) fue un abogado, escritor y poeta español.

## Biografía
Natural de Vitoria, se licenció en Letras. Ejercería como abogado. Colaboró con la mayor parte de los periódicos de su región. Fue redactor de El Porvenir Vasco de Bilbao y de El Anunciador Vitoriano, que llegaría a dirigir. En su etapa al frente de esta cabecera, se encargó de abrirla a asuntos literarios y a otros hechos noticiosos.
También se interesó por la poesía y fue autor de Coplas y calendarios (1897) y Desahogos poéticos (1900).
Falleció en Vitoria el 9 de julio de 1901.